# Carl Wilhelm Siemens
Carl Wilhelm Siemens   (Lenthe, 4 d'abril de 1823 - Londres, 19 de novembre de 1883) conegut en anglès com a sir Charles William Siemens, va ser un enginyer elèctric i home de negocis germano-britànic. Va arribar a Londres amb 20 anys per comercialitzar algunes de les patents del seu germà, el també enginyer Werner von Siemens, i va decidir instal·lar-se definitivament al Regne Unit. Va descobrir el principi del forn regeneratiu (conegut com a Forn Martin-Siemens a la seva memòria) juntament amb un altre dels seus germans, Friedrich, i va realitzar diferents invents en el camp de la telegrafia, activitat en què va tenir un destacat paper en el negoci de l'estesa de cables submarins al capdavant de l'empresa Siemens Brothers.

## Biografia
Siemens va néixer al poble de Lenthe, avui parteix de Gehrden, prop de Hannover, on el seu pare, Christian Ferdinand Siemens (31 de juliol de 1787-16 de gener de 1840), un agricultor arrendatari, cultivava una finca pertanyent a la Corona. La família Siemens, una antiga nissaga originària de Goslar, ha estat documentada des del 1384. La seva mare va ser Eleonore Deichmann (1792–1839) i William, o Carl Wilhelm, va ser el quart fill d'una família de catorze fills. Dels seus germans, Werner, el quart fill, es va convertir en un famós industrial elèctric i va estar associat amb William a molts dels seus invents. També era germà de Carl i cosí d'Alexander Siemens.
El 23 de juliol de 1859, Siemens es va casar a St James's, Paddington, amb Anne Gordon, la filla menor del Sr. Joseph Gordon, d'Edimburg, i germana de Mr Lewis Gordon, professor d'enginyeria a la Universitat de Glasgow, i es va naturalitzar com a ciutadà britànic. Solia dir que el 19 de març d'aquell any va prestar jurament i lleialtat dues dames en un sol dia: la reina Victòria i la seva promesa. Va ser nomenat cavaller, convertint-se en Sir William, uns mesos abans de la seva mort. Va morir la nit del dilluns 19 de novembre de 1883 i va ser enterrat una setmana després al cementiri de Kensal Green de Londres. En honor seu es va instal·lar una finestra amb una vidriera commemorativa a l'Abadia de Westminster. Lady Siemens va morir el 1902.

## Primers anys
A la tardor de 1838, quan William tenia quinze anys, va començar els seus estudis per esdevenir enginyer. Va assistir a una Escola de Comerç molt respectada de Magdeburg. Siemens tenia una relació particularment estreta amb el seu germà gran; Werner, que havia decidit ensenyar matemàtiques a William perquè aquest pogués estudiar anglès a l'escola. El coneixement de l'anglès de William resultaria un avantatge incalculable per a tots dos. Va continuar els seus estudis passant el seu examen fàcilment, però menys d'un any després va morir la seva mare, i poc després, el 1840, va morir el seu pare.
Quan William va completar el seu curs a l'escola de Magdeburg, va passar a la Universitat de Göttingen, on va assistir a classes sobre geografia física i tecnologia, altes matemàtiques, química teòrica i química i física pràctiques. També va poder treballar per un curt temps amb Wilhelm Weber, el conegut científic i inventor, al seu Observatori Magnètic.
William tenia gairebé dinou anys quan va deixar la universitat per esdevenir aprenent d'enginyer. També va trobar temps per a activitats més artístiques, com prendre lliçons de ball i fins i tot pintar un paisatge de Nordhausen per a l'esposa del gerent de la fàbrica. El seu progrés va ser tan ràpid que el període d'aprenentatge es va reduir de dos anys a un.
Com que l'educació dels membres més joves de la família es va convertir en una preocupació financera, el 10 de març del 1843, Carl Wilhelm Siemens va partir cap a Londres. Actuava com a agent del seu germà Werner i esperava guanyar prou diners venent una patent a Anglaterra per ajudar a mantenir i educar els seus molts germans i germanes. Va sentir la pruïja de veure Anglaterra i el viatge li va costar una lliura esterlina. William ja havia demostrat ser un home de negocis entusiasta, ja que va finançar el viatge venent un invent del seu germà, una millora en el procés del xapat en or i plata a George Richards Elkington. Sabia molt bé, com li va escriure a Werner, que la seva visita podria no aconseguir res, però si tot sortia bé, tenia la intenció de quedar-se, com va passar.